# Žvabovo
Žvabovo – wieś w Słowenii, w gminie Šentjernej. W 2018 roku liczyła 42 mieszkańców.